# Gartempe (Creuse)
Gartempe é uma comuna francesa na região administrativa da Nova Aquitânia, no departamento de Creuse. Estende-se por uma área de 9,49 km². Em 2010 a comuna tinha 122 habitantes (densidade: 12,9 hab./km²).